# Commodore 65
 (septembre 2024).
La mise en forme du texte ne suit pas les recommandations de Wikipédia : il faut le « wikifier ».
Les points d'amélioration suivants sont les cas les plus fréquents. Le détail des points à revoir est peut-être précisé sur la page de discussion.
- Les titres sont pré-formatés par le logiciel. Ils ne sont ni en capitales, ni en gras.
- Le texte ne doit pas être écrit en capitales (les noms de famille non plus), ni en gras, ni en italique, ni en « petit »…
- Le gras n'est utilisé que pour surligner le titre de l'article dans l'introduction, une seule fois.
- L'italique est rarement utilisé : mots en langue étrangère, titres d'œuvres, noms de bateaux, etc.
- Les citations ne sont pas en italique mais en corps de texte normal. Elles sont entourées par des guillemets français : « et ».
- Les listes à puces sont à éviter, des paragraphes rédigés étant largement préférés. Les tableaux sont à réserver à la présentation de données structurées (résultats, etc.).
- Les appels de note de bas de page (petits chiffres en exposant, introduits par l'outil «  Source ») sont à placer entre la fin de phrase et le point final[comme ça].
- Les liens internes (vers d'autres articles de Wikipédia) sont à choisir avec parcimonie. Créez des liens vers des articles approfondissant le sujet. Les termes génériques sans rapport avec le sujet sont à éviter, ainsi que les répétitions de liens vers un même terme.
- Les liens externes sont à placer uniquement dans une section « Liens externes », à la fin de l'article. Ces liens sont à choisir avec parcimonie suivant les règles définies. Si un lien sert de source à l'article, son insertion dans le texte est à faire par les notes de bas de page.
- La présentation des références doit suivre les conventions bibliographiques. Il est recommandé d'utiliser les modèles {{Ouvrage}}, {{Chapitre}}, {{Article}}, {{Lien web}} et/ou {{Bibliographie}}. Le mode d'édition visuel peut mettre en forme automatiquement les références.
- Insérer une infobox (cadre d'informations à droite) n'est pas obligatoire pour parachever la mise en page.

Pour une aide détaillée, merci de consulter Aide:Wikification.
Si vous pensez que ces points ont été résolus, vous pouvez retirer ce bandeau et améliorer la mise en forme d'un autre article.

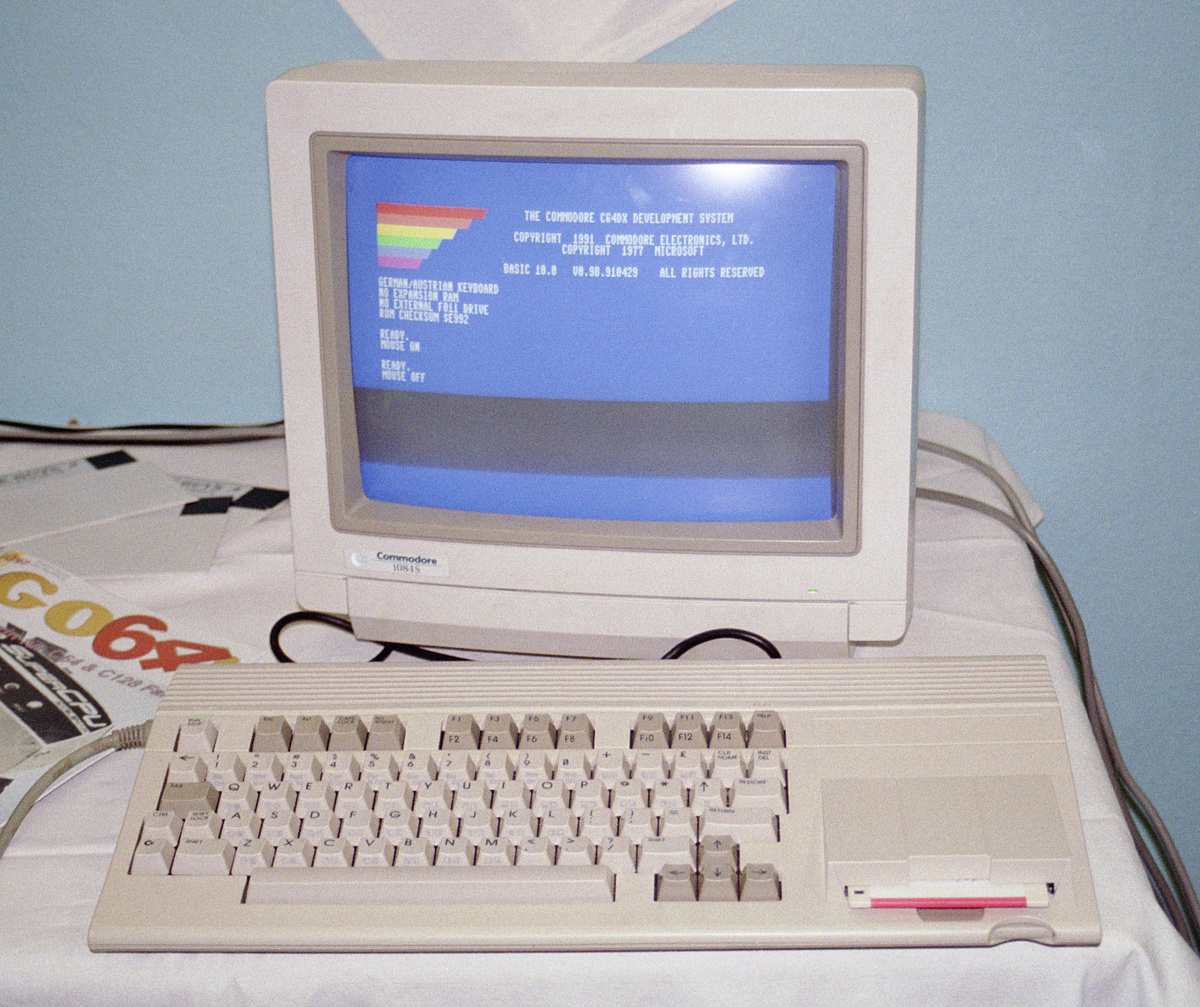
Un prototype du Commodore 65

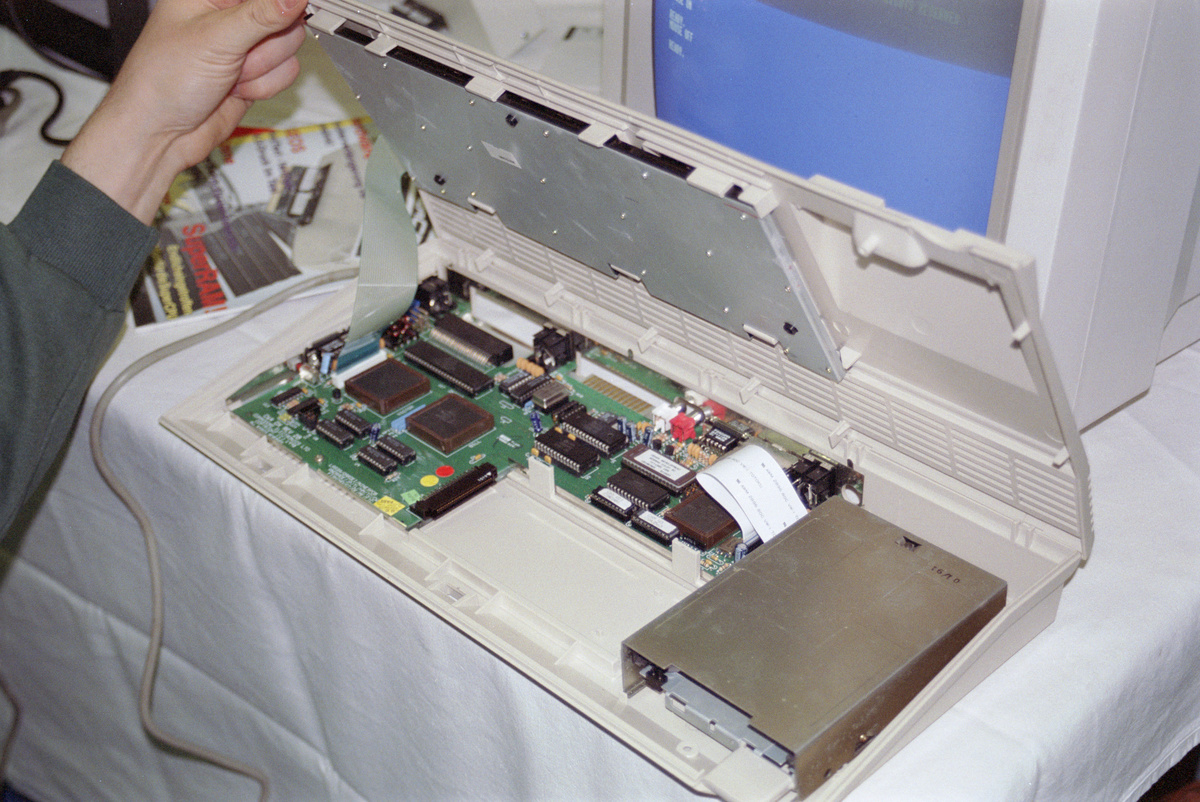
Le Commodore 65 ouvert, révélant son lecteur de disque interne

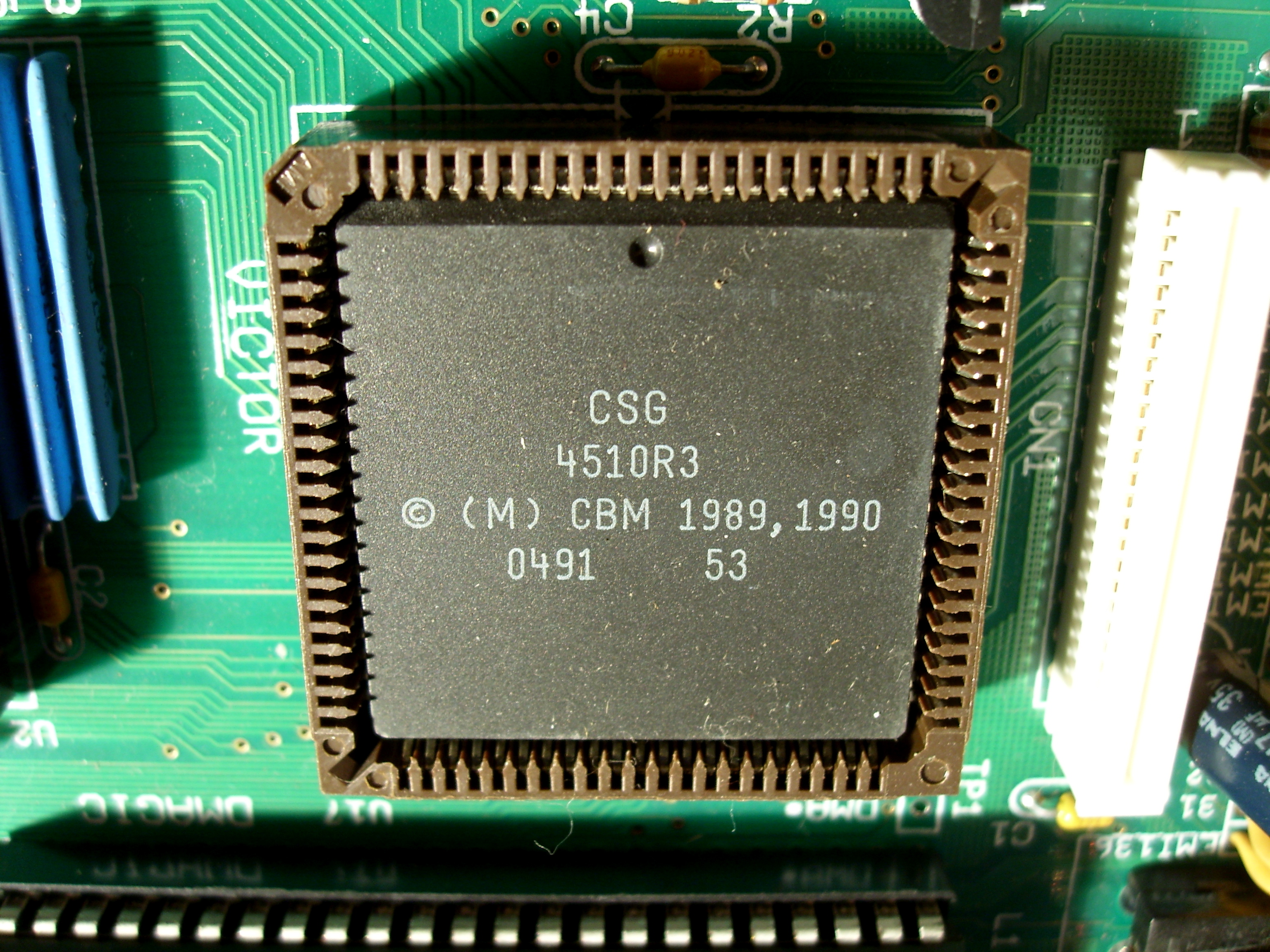
CSG 4510 (« Victor »)

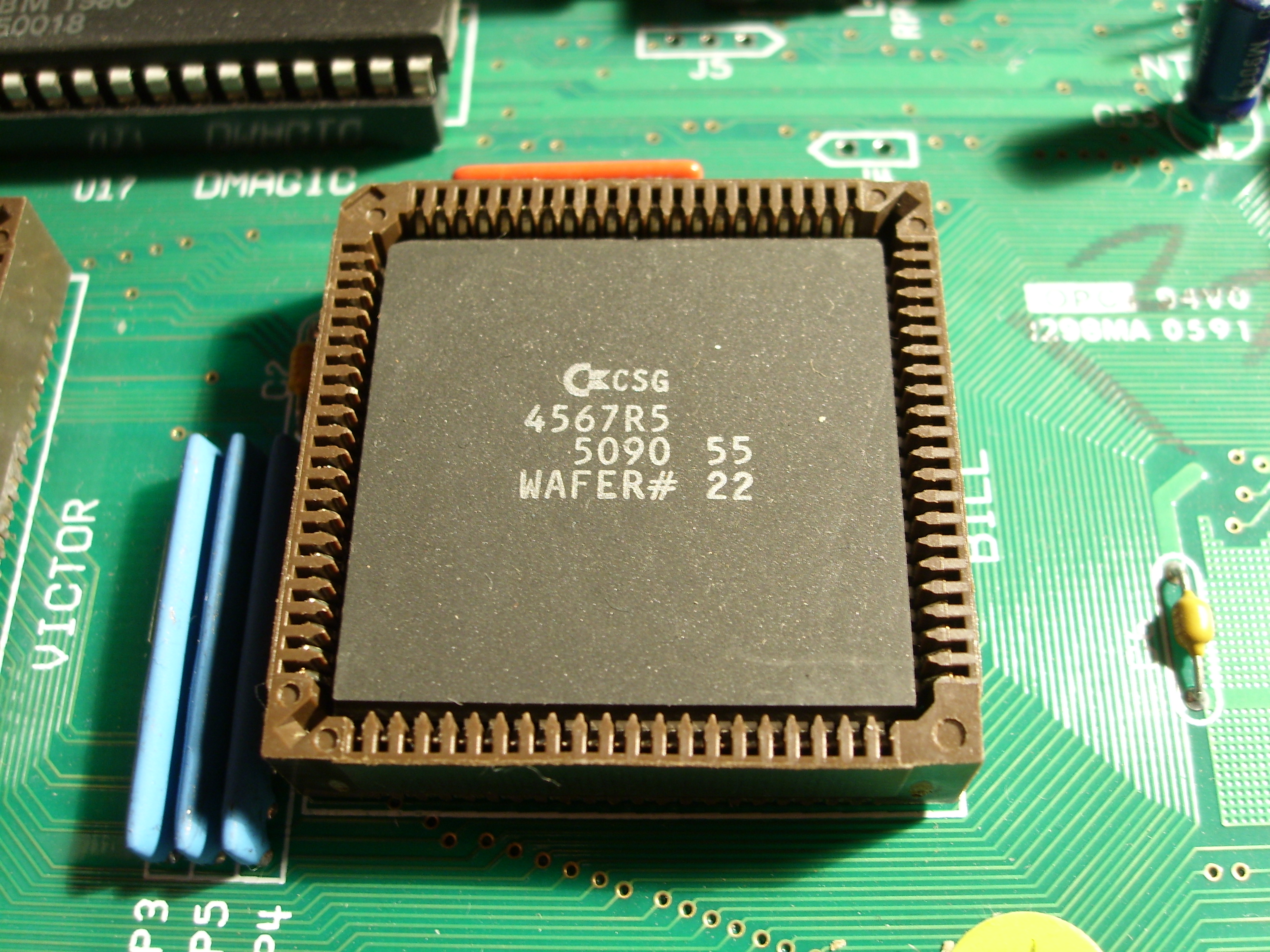
CSG 4567 (« Bill »)

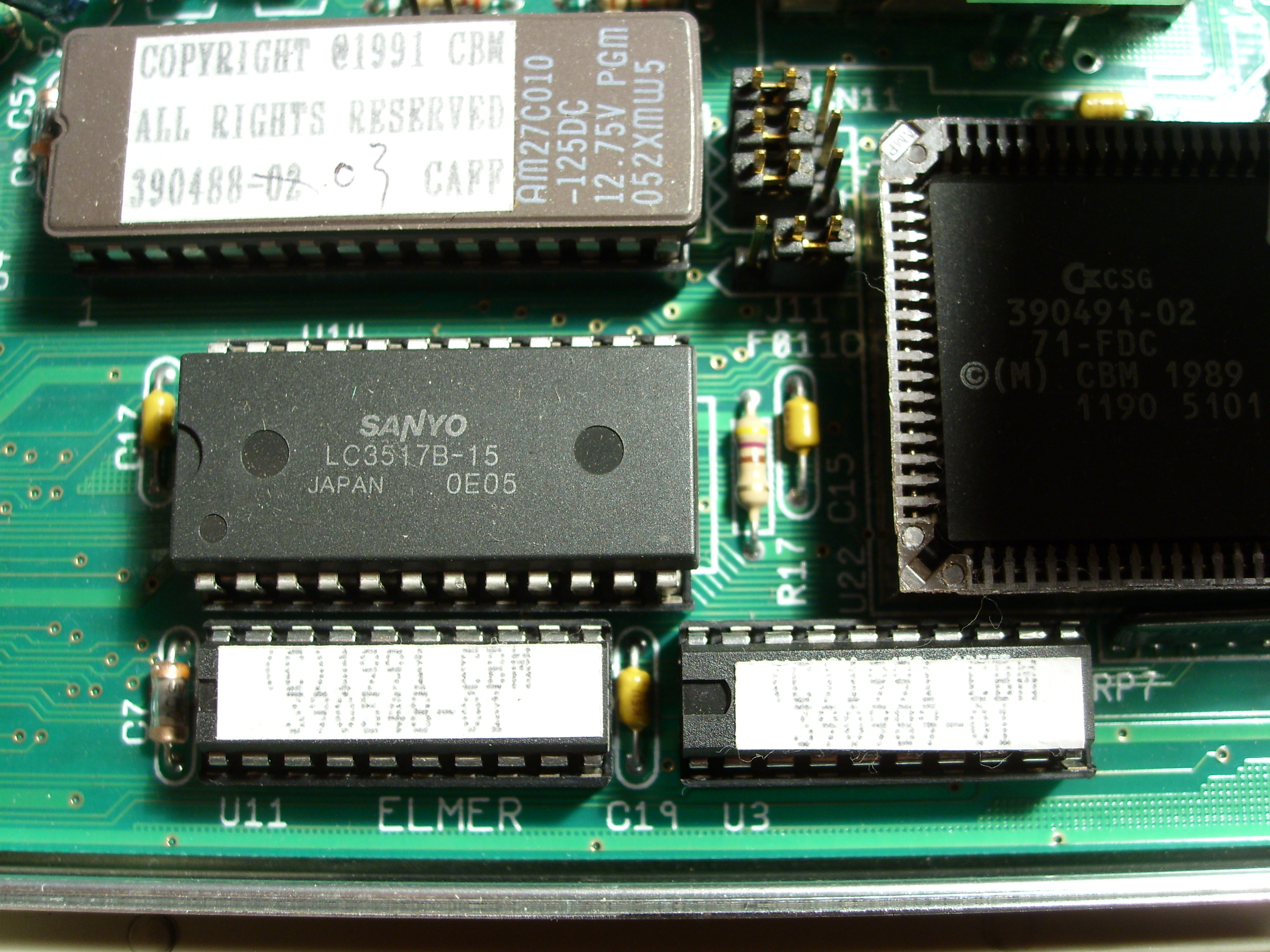
"Elmer" et "Igor" (logique programmable)

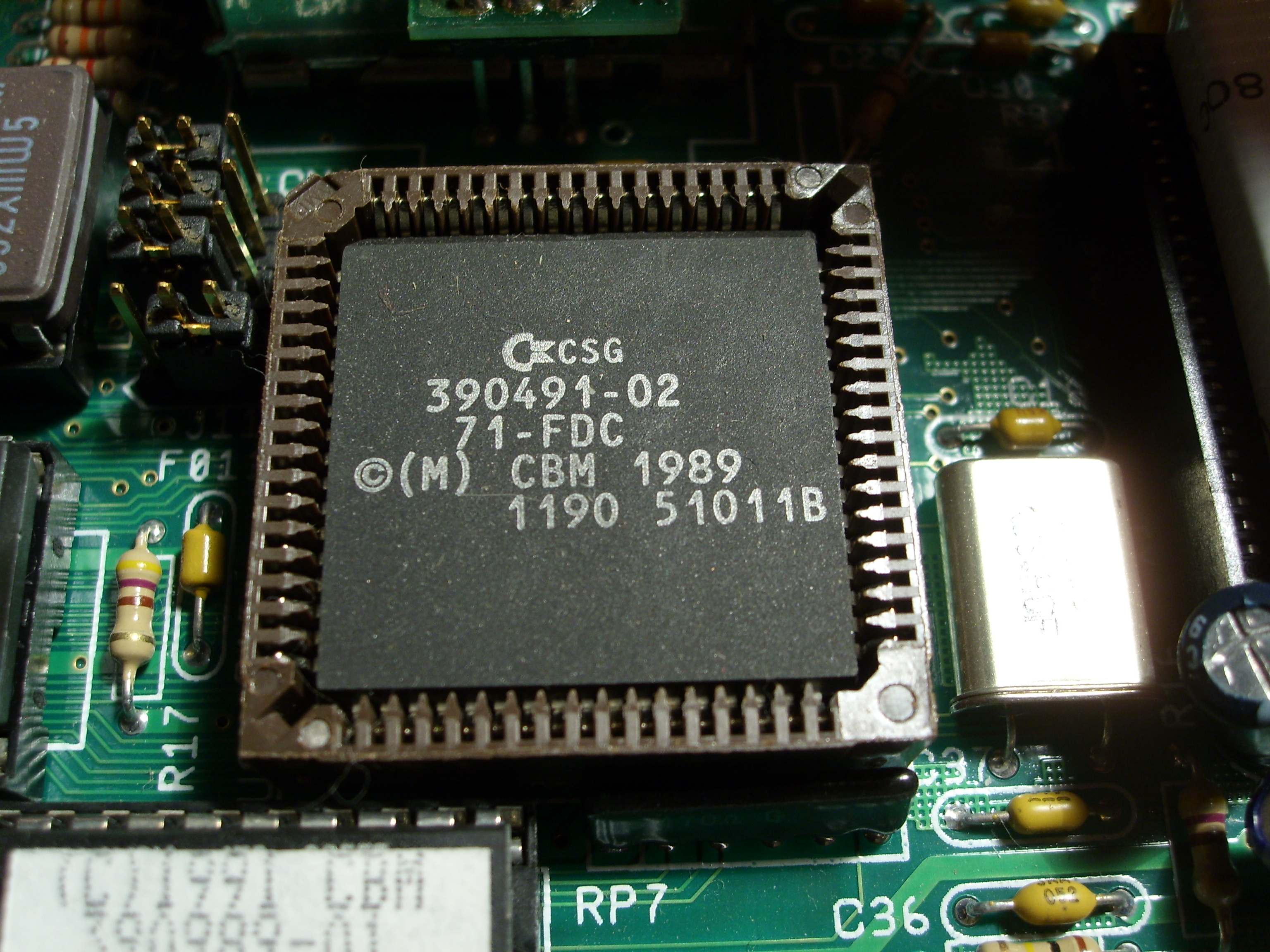
F011B (contrôleur de disquette)

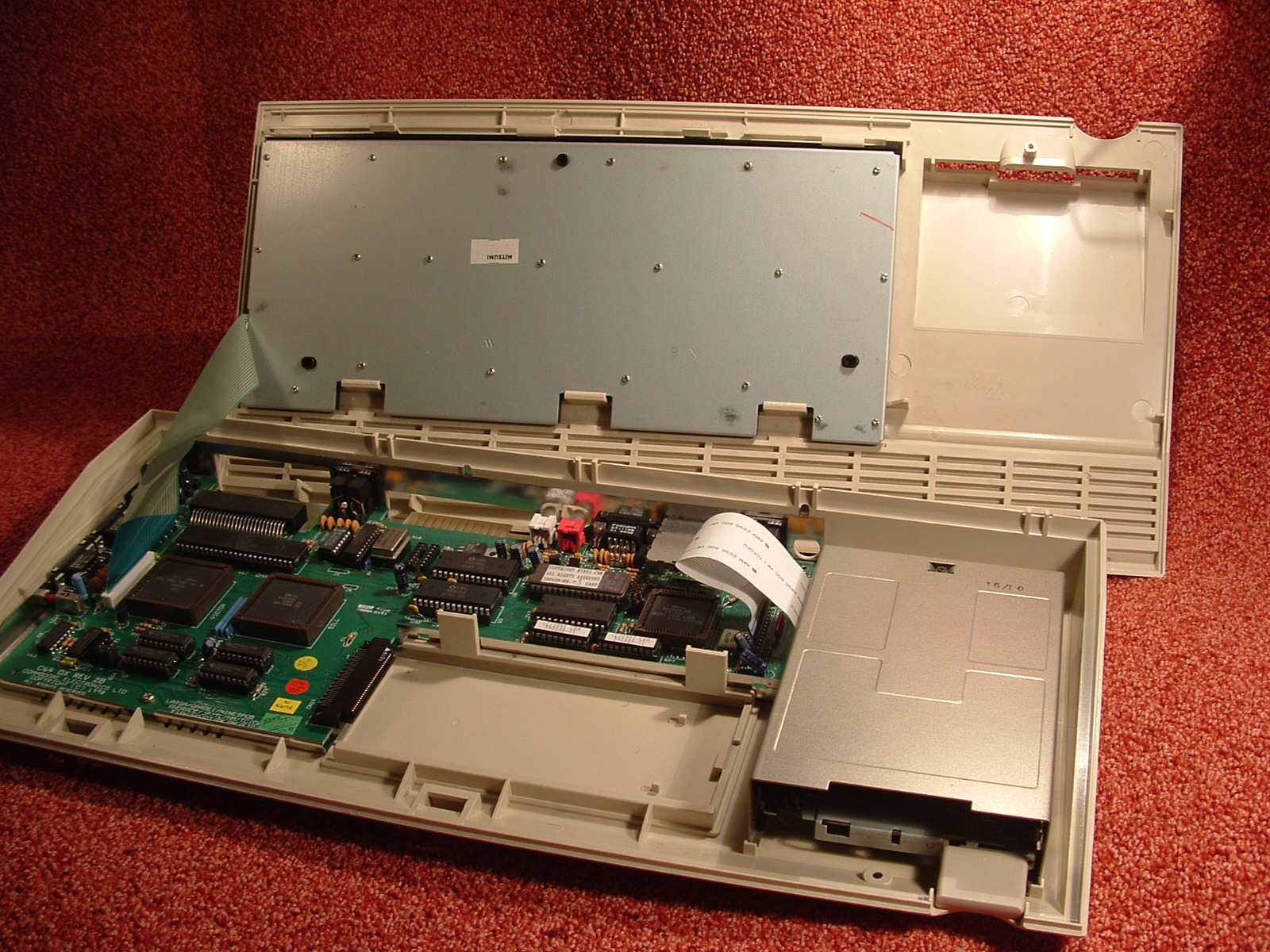
Châssis ouvert

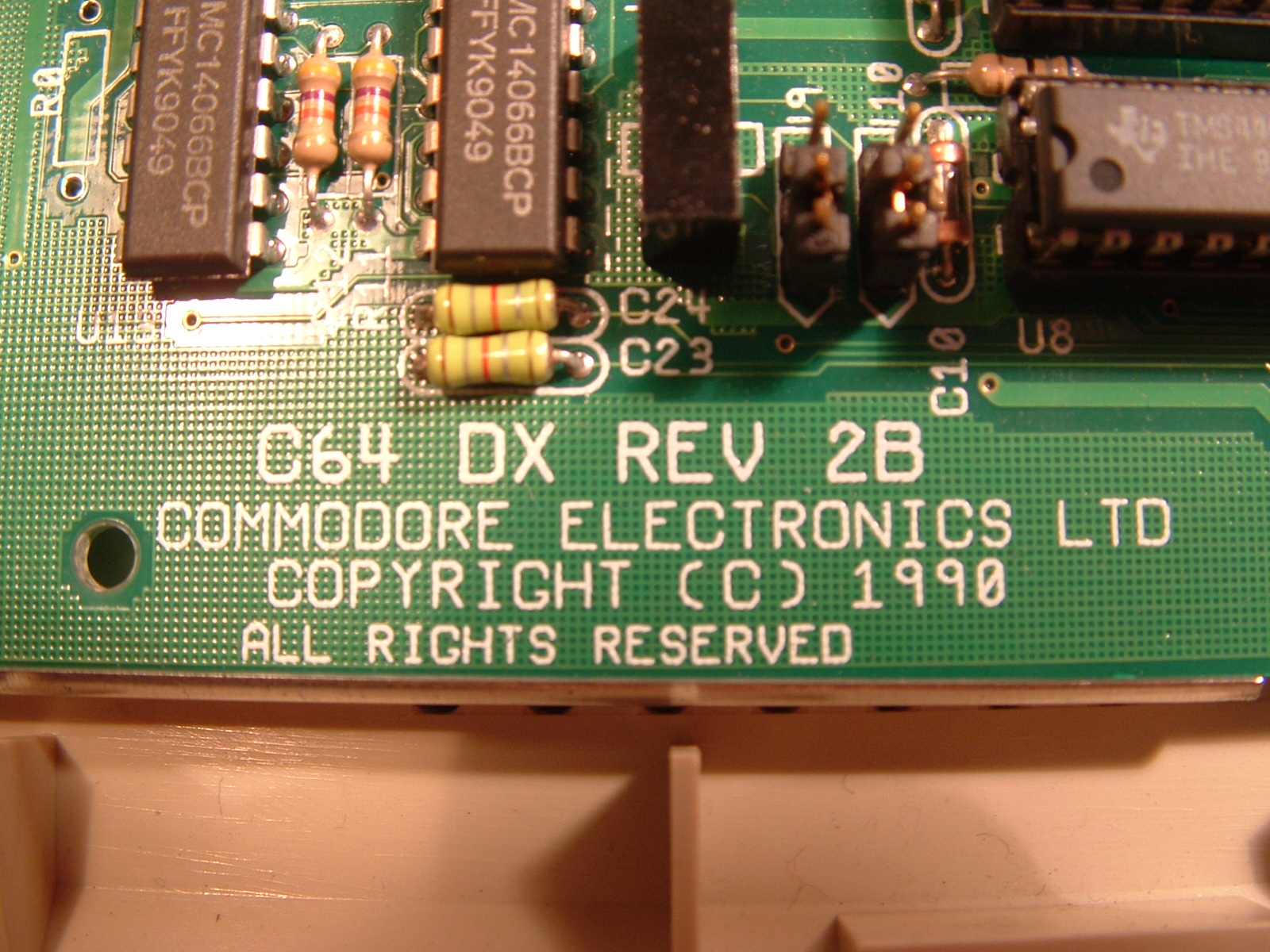
Inscription sur la carte mère

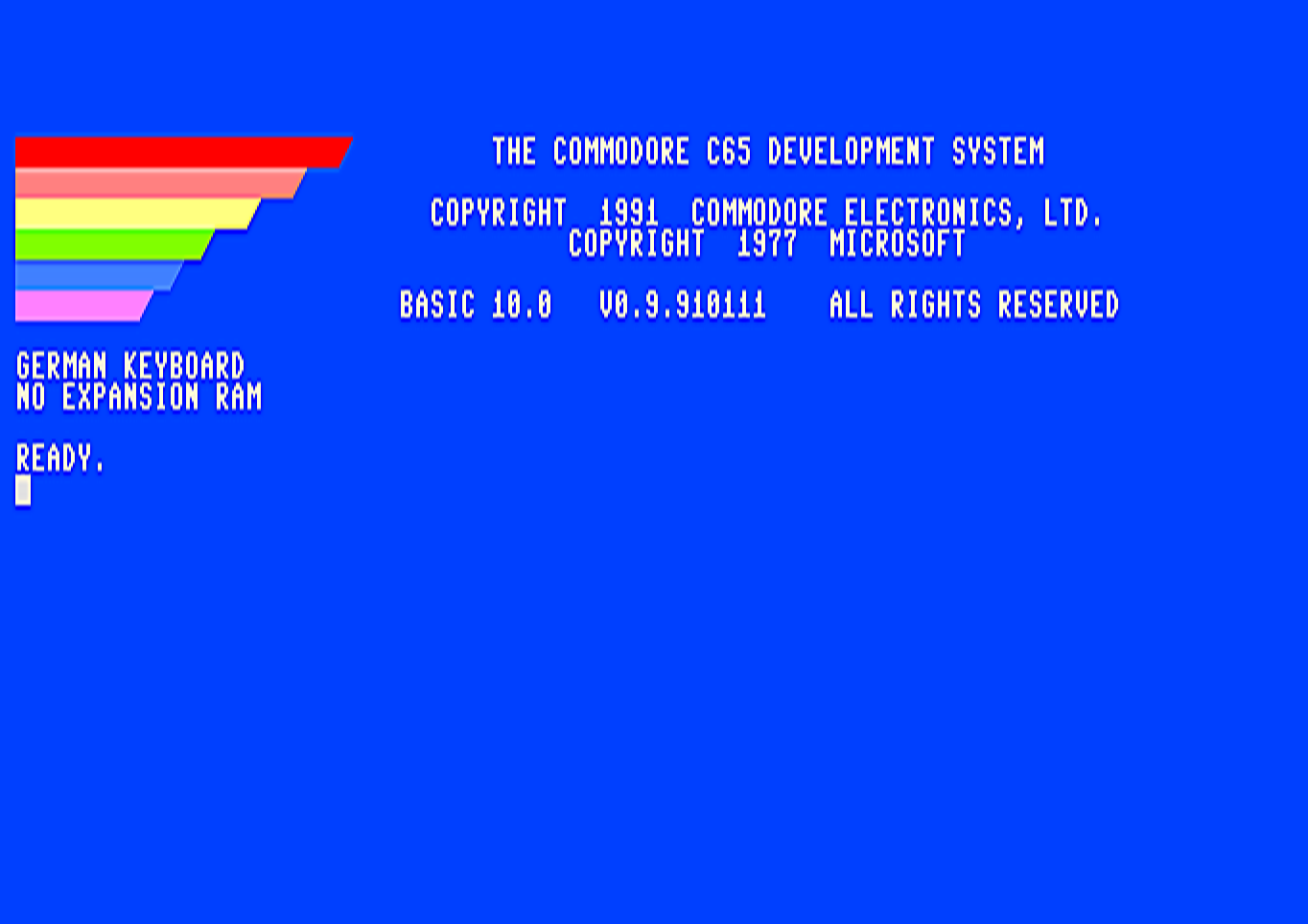
Écran de démarrage

Le Commodore 65 (également connu sous le nom de C64DX ) est un prototype d'ordinateur créé chez Commodore Business Machines en 1990-1991. Il s'agit d'une version améliorée du Commodore 64. Il était censée être rétrocompatible avec l'ancien ordinateur, tout en offrant un certain nombre de fonctionnalités avancées proches de celles de l'Amiga.

## Historique
En septembre 1989, Compute!, Le magazine 's Gazette note que « les ventes du 64 ont diminuées rapidement, Nintendo faisant de gros trous dans ses parts de marché et la vie du vieux canasson informatique devrait d'une manière ou d'une autre être prolongée ». Notant qu'Apple avait développé le IIGS pour prolonger la vie de sa gamme Apple II, le magazine s'est demandé « Commodore va-t-il adopter la même approche ? », puis a continué :

« La dernière rumeur dit oui. Plusieurs sources nous ont parlé d'une nouvelle machine de Commodore - un 64GS, en quelque sorte. Cette machine serait pilotée par un GE802, une version du microprocesseur 65816 (qui est une version 16 bits de la puce 6502), et tournerait à 4 MHz (par comparaison, le 64 tourne à 1 MHz ; l'Amiga, à un peu plus de 7 MHz). Il est livré avec 128K de RAM et peut être étendu à un mégaoctet. Avec l'extension complète, il prend en charge 256 couleurs. La résolution maximale est de 640 x 400 pixels. Nous avons également entendu dire qu'il disposait d'un mode 64 afin que les possesseurs de C64 puissent acheter une machine beaucoup plus puissante tout en continuant à utiliser leur bibliothèque de logiciels. Le 64GS serait équipé d'un lecteur de disque intégré de 3 1/2 pouces et supporterait le 1581. Mais, selon nos sources, il ne prend pas en charge le 1541 ou le lecteur 1571 (euh, excusez-moi, c'est quoi ce délire). Tout ce que nous avons appris sur le son de la nouvelle machine, c'est qu'il est "amélioré" et qu'il dispose d'une sortie stéréo. Enfin, le 64GS se vendra entre 300 et 350 dollars lors de sa sortie en novembre. »

La Gazette ajoute : « Nos sources rapportent également qu'il y a beaucoup de luttes intestines chez Commodore quant à savoir si la machine doit être commercialisée. Les commerciaux veulent que la machine soit mise sur le marché, tandis que les ingénieurs sceptiques l'ont surnommée « le descendant du Plus/4 ». »  Une autre personne, rapportait elle, que « la dernière rumeur est qu'une telle machine ne verra jamais le jour », Fred Bowen et d'autres personnes chez Commodore ont développé en 1990-1991 le Commodore 65 (C65) comme successeur du C64. Fin 1990, la décision de créer le C65 a été prise. Le projet a été ensuite annulé par le président de Commodore, Irving Gould, en 1991.
Lorsque Commodore International a été liquidé en 1994, un certain nombre de prototypes ont été vendus sur le marché libre, et ainsi quelques personnes possèdent réellement un Commodore 65. Les estimations quant au nombre réel de machines trouvées sur le marché libre varient entre 50 et 2000 unités. Le projet C65 ayant été annulé, l'offre 8 bits finale de CBM est restée le triple mode, 1–2 MHz, 128 KB (extensible), compatible C64 Commodore 128 de 1985.

## Spécifications techniques
- Le processeur nommé CSG 4510 R3 est un CSG[5] 65CE02 personnalisé (un dérivé du MOS 6502 ), combiné à deux adaptateurs d'interface complexes (CIA) MOS 6526, une interface série UART et un mappeur de mémoire pour permettre un espace adressable de 1 Mo[6]
- Fréquence d'horloge de 3,54 MHz (le C64 fonctionne à 1 MHz)
- Une nouvelle puce graphique VIC-III nommée CSG 4567 R5, capable de produire 256 couleurs à partir d'une palette de 4096 couleurs ; les modes disponibles incluent 320×200×256 (8), 640×200×16 (4), 640×400×16 (4), 1280×200×4 (2) et 1280×400×4 (2) (X×Y×profondeur de couleur, c'est-à-dire nombre de couleurs ( plans de bits ))
  - Prend en charge tous les modes vidéo du VIC-II
  - Mode texte avec 40/80 × 25 caractères
  - Synchronisable avec une source vidéo externe ( genlock )
  - Contrôleur DMA intégré ( bit blit )
- Deux puces sonores CSG 8580R5 SID produisant un son stéréo (le C64 possède un SID)
  - Contrôle séparé (gauche/droite) pour le volume, le filtre et la modulation
- 128 Ko de RAM, extensible jusqu'à 1 MB[6] utilisant un port d'extension RAM similaire à celui du Commodore Amiga 500
- 128 ROM du clavier
- BASIC fortement amélioré : Commodore BASIC 10.0 (le C64 dispose du BASIC 2.0 relativement pauvre en fonctionnalités, qui avait presque 10 ans à cette époque.)
- Un lecteur de disquette interne 3½" DS DD
- Clavier avec 77 touches et un bloc de curseur directionnel en forme de T inversé

### Ports
Côté gauche :
- Alimentation +5 V CC à 2,2 A et +12 V CC à 0,85 A[6]
- 2× ports de contrôle DE9M[6]

Arrière:
- Port d'extension 50 broches[6]
- Bus CBM-488 utilisant un DIN 6 broches pour 1541 / 1571 / 1581[6]
- Port utilisateur : parallèle 24 broches (sans 9 V CA)[6]
- Connecteur stéréo 2× RCA[7] pour canal gauche et droit[6]
- Vidéo RGBA DE9F[6],[8]
- Vidéo RF[6]
- Vidéo composite DIN 8 broches[6]
- Port pour lecteur de disquette externe rapide — mini-DIN-8[6]

Capot inférieur :
- Extension de mémoire RAM[6]

Dimensions : ≈46 cm de large, 20 cm de profondeur, 5,1 cm de hauteur

### Noms du chipset
Les puces personnalisées du C65 n'étaient pas censées avoir des noms comme c'est le cas pour celles de l'Amiga. Bien qu'il existe des noms imprimés à proximité des supports sur différentes révisions du circuit imprimé ; selon l'ancien ingénieur du Commodore Bill Gardei ces noms n'étaient pas destinés à être utilisés pour les puces elles-mêmes.
Les légendes inscritent sur le PCB étaient là pour permettre aux autres membres de l'organisation de savoir à qui s'adresser pour obtenir des conseils sur les puces. Nous avons eu un problème avec ça. Mais ce n’était pas le nom de la puce à l’époque. Le 4567 a toujours été appelé VIC-3. Je peux comprendre pourquoi d’autres personnes en dehors de Commodore ont fait le lien. Mais encore une fois, non, nous n'avons jamais appelé ces chips « Victor » ou « Bill ».
Les puces personnalisées du C65 sont :
- CSG 4510 : processeur (communément appelé « Victor » d'après Victor Andrade)
- CSG 4567 : processeur graphique VIC-III (communément appelé « Bill » d'après Bill Gardei)
- CSG 4151 : Contrôleur DMAgic DMA (conçu par Paul Lassa)
- F011C : FDC (contrôleur de disquette, également conçu par Bill Gardei)

Le C65 contient également un ou deux réseaux logiques programmables selon la version :
- ELMER : PAL16L8 (versions C65 1.1, 2A, 2B), PAL20L8 (versions C65 3–5)
- IGOR : PAL16L8 (version C65 2B uniquement)

### Sous-système graphique
La mémoire principale du C65 est partagée entre le sous-système graphique et le processeur. L'horloge mémoire fonctionne à presque deux fois la vitesse du C64. Pour augmenter encore la bande passante du sous-système graphique, la mémoire est divisée en 2 banques de 8 bits de large de 64 Ko auquel le CSG-4567 peut accéder simultanément. Cela fournit une bande passante vidéo-DMA efficace de 7,2 Mo/s, soit la même spécification que le chipset Commodore Amiga 16 bits d'origine (OCS/ECS). Le processeur peut utiliser jusqu'à la moitié de la bande passante disponible, car il ne peut accéder qu'à une seule banque de 8 bits à la fois. Dans les modes vidéo plus exigeants, le processeur est ralenti en raison du vol de cycles accru par le contrôleur vidéo.

#### Modes VIC-II améliorés
En plus de disposer de tous les modes vidéo du C64, le CSG-4567 prend également en charge plusieurs nouveaux attributs de caractères tels que « clignotement » ou « gras » et peut afficher n'importe lequel des nouveaux ou anciens modes vidéo au format 80 colonnes ou 640 pixels horizontaux, ainsi que l'ancien format 40 colonnes 320 pixels [6]. Ces modes « VIC-II » améliorés prennent jusqu'à 16 Ko de RAM système. Les capacités des sprites dans tous les modes VIC sont équivalentes à celles du C64.

##### Modes bitplane
Un nouveau mode vidéo « bitplane » a été ajouté pour permettre l'affichage de véritables vidéos de type bitplane, avec jusqu'à huit bitplans en mode 320 pixels et jusqu'à quatre en mode 640 pixels. Le CSG-4567 peut également multiplexer dans le temps les plans binaires pour donner une véritable image en quatre couleurs de 1280 pixels. La résolution verticale est maintenue à 200 lignes en standard, mais peut être doublée à 400 avec l'entrelacement [6]. Les modes bitplane VIC-III prennent jusqu'à 64 Ko de RAM système en non entrelacé ou 128 KB RAM en modes entrelacés (400 lignes). Étant donné que le C65 n'est équipé que de 128 KB dans sa configuration de base, ces modes consommeraient toute la RAM et ne sont donc utiles que dans un système avec RAM étendue. Sur un système de base, il aurait probablement été plus judicieux d'écrire un logiciel utilisant des résolutions moins exigeantes avec moins de plans de bits, en partie parce que cela consommerait moins d'espace RAM, mais aussi parce que davantage de plans de bits exigeraient une bande passante DMA vidéo plus élevée et ralentiraient par conséquent le processeur.

#### DAT et Blitter
Les plans de bits sur le C65 sont organisés d'une manière moins simple que sur l'Amiga de Commodore. Par exemple, celui-ci organise les plans de bits sous forme de rangées droites de pixels : Sur le C65, les octets dans les plans de bits sont organisés en 25 rangées de 40 ou 80 piles de 8 octets séquentiels, similaires aux modes VIC 320×200 d'origine. Comme cela rend plus difficile le calcul des adresses individuelles d'octets et de pixels à partir de leur position dans le cadre de coordonnées XY, le C65 fournit un mécanisme de conversion matériel appelé Display Address Translator (DAT).
Une aide supplémentaire au programmeur se présente sous la forme d'un bit-blitter, qui prend en charge
- Modes Copie (haut, bas, inverser), Remplissage, Échange, Mélange (minterms booléens), Maintien, Module (fenêtre), Interruption et Reprise
- Opérations de bloc à partir de 1 octet à 64 Ko

### DOS
Contrairement aux précédents ordinateurs 8 bits de Commodore, le C65 dispose d'un DOS complet via lequel le lecteur de disquette 3,5 pouces intégré peut être contrôlé. Les disques utilisés par le C65 ont une capacité de stockage de 880 KB et le lecteur est compatible avec le C1581 . Étant donné que ce format était peu courant pour les anciens propriétaires de C64, le C65 conserve le port série IEC pour les lecteurs de disque Commodore externes. Il est possible d'utiliser un modèle 1541, 1571, 1581 ou autre modèle similaire.
Le DOS lui-même est basé sur le lecteur DOS Commodore PET IEEE 8250 . Comme il ne peut gérer que deux lecteurs de disquettes, y compris le lecteur interne, un seul lecteur externe peut être connecté au contrôleur de disquette interne. Comme les systèmes précédents, jusqu'à quatre disques peuvent être connectés en chaîne sur le port IEC.

### Interfaces
Le C65 inclut les mêmes ports que le C64. De plus, il existe un port DMA pour l'extension de la mémoire. Ce dernier est fixé comme sur l'Amiga 500 via un rabat situé en bas de la carte. Le lecteur de disquette intégré est connecté en parallèle, les lecteurs Commodore série peuvent être connectés via le port IEC habituel. Une prise pour un genlock a également été fournie. Seul le port pour le jeu de données C64 n'est plus disponible et le port utilisateur est manquant, comme pour l'Aldi C64[réf. nécessaire]</link> — la ligne 9 volts CA. Le port d'extension diffère considérablement de toutes les variantes C64 précédentes et ressemble plutôt à celui du C16.

## Héritage
Étant donné que le Commodore 65 n'était qu'un prototype, peu d'exemplaires ont été fabriqués. Si l'un d'entre eux apparaît sur eBay, il peut être vendu pour environ 20 000 $.

### MEGA65
En 2015, le Museum of Electronic Games & Art (MEGA) a annoncé une recréation du Commodore 65. Également rétrocompatible avec le Commodore 64, le MEGA65, dispose d'un matériel compatible Commodore 65 recréé en FPGA et prend en charge les connecteurs les plus récents tels que HDMI, les cartes MicroSD et LAN.
En septembre 2020, le kit de développement pré-version (r3) a été épuisé et au total 100 systèmes ont été livrés à la fin de 2020,,.
Le 30 septembre 2021, la version finale du MEGA65 avec boîtier C65 recréé, était disponible en précommande. Le premier lot de 400 ordinateurs a été vendu et mis à la disposition des clients en mai 2022.
Le 10 mai 2023, le deuxième lot de 400 ordinateurs a également été vendu et mis à la disposition des clients,.

## Lectures complémentaires